# جورج هاريس (لاعب كريكت)
جورج هاريس (3 مارس 1906 في المملكة المتحدة - 18 نوفمبر 1994) (بالإنجليزية: George Harris)‏ هو لاعب كريكت بريطاني وبريطاني (وحمل سابقاً جنسية المملكة المتحدة لبريطانيا العظمى وأيرلندا). شارك مع منتخب إنجلترا للكريكت. أما مع النوادي، فقد لعب مع نادي مقاطعة ورسسترشاير للكريكيت ‏.

## وصلات خارجية
- جورج هاريس على موقع إي آس بي آن كريك إنفو (الإنجليزية)